# Bresnik (Prokuplje)
Pour les articles homonymes, voir Bresnik.
Bresnik (en serbe cyrillique : Бресник) est un village de Serbie situé dans la municipalité de Prokuplje, district de Toplica. Au recensement de 2011, il comptait 7 habitants.

## Démographie
| 1948 | 1953 | 1961 | 1971 | 1981 | 1991 | 2002 | 2011 |
| ---- | ---- | ---- | ---- | ---- | ---- | ---- | ---- |
| 157  | 175  | 136  | 91   | 56   | 34   | 18   | 7    |

|  |